# Manchester United F.C. mùa bóng 1944–45
Mùa giải 1944-45 là mùa giải thứ sáu của Manchester United không cạnh tranh trong giải đấu nào bởi ảnh hưởng của cuộc Chiến tranh thế giới thứ hai.
Ngày 15 tháng 2 năm 1945, Huấn luyện viên của United là ông Walter Crickmer đã từ chức và bốn ngày sau đó vào ngày 19 tháng 2 năm 1945, Huấn luyện viên người Scotland đó là ông Matt Busby đã được ký kết, mãi cho đến ngày 1 tháng 10 thì ông Busby chính thức tiếp quản với cương vị là huấn luyện viên tại Manchester United.
Nhiều người trong số các cầu thủ của Manchester United đã tham gia chiến đấu trong chiến tranh, nhưng đối với những cầu thủ còn lại, Liên đoàn bóng đá Anh đã tổ chức một giải đấu đặc biệt.

## War League North Regional League First Championship
| Thời gian            | Đối thủ          | H/A | Tỷ số Bt-Bb | Cầu thủ ghi bàn                              | Số lượng khán giả |
| -------------------- | ---------------- | --- | ----------- | -------------------------------------------- | ----------------- |
| 26 tháng 8 năm 1944  | Everton          | A   | 2 – 1       | Mycock, Currier                              |                   |
| 2 tháng 9 năm 1944   | Everton          | H   | 1 – 3       | Bryant                                       |                   |
| 9 tháng 9 năm 1944   | Stockport County | H   | 3 – 4       | Mycock (2), Bryant                           |                   |
| 16 tháng 9 năm 1944  | Stockport County | A   | 4 – 4       | Mycock (2), Bryant, Smith                    |                   |
| 23 tháng 9 năm 1944  | Bury             | H   | 2 – 2       | Mycock, Walton                               |                   |
| 30 tháng 9 năm 1944  | Bury             | A   | 2 – 4       | McCock, Woodcock                             |                   |
| 7 tháng 10 năm 1944  | Chester          | A   | 0 – 2       |                                              |                   |
| 14 tháng 10 năm 1944 | Chester          | H   | 1 – 0       | Freer                                        |                   |
| 21 tháng 10 năm 1944 | Tranmere Rovers  | H   | 6 – 1       | Mycock (2), Bryant, Chadwick, Dougan, Mitten |                   |
| 28 tháng 10 năm 1944 | Tranmere Rovers  | A   | 4 – 2       | Bryant (2), Mycock, own goal                 |                   |
| 4 tháng 11 năm 1944  | Liverpool        | A   | 2 – 3       | Mycock, Woodcock                             |                   |
| 11 tháng 11 năm 1944 | Liverpool        | H   | 2 – 5       | Mitten, Mycock                               |                   |
| 18 tháng 11 năm 1944 | Manchester City  | H   | 3 – 2       | Morris (2), Mycock                           |                   |
| 25 tháng 11 năm 1944 | Manchester City  | A   | 0 – 4       |                                              |                   |
| 2 tháng 12 năm 1944  | Crewe Alexandra  | A   | 4 – 1       | Bryant (2), Chadwick, Mycock                 |                   |
| 9 tháng 12 năm 1944  | Crewe Alexandra  | H   | 2 – 0       | Bowden, Morris                               |                   |
| 16 tháng 12 năm 1944 | Wrexham          | H   | 1 – 0       | Ireland                                      |                   |
| 23 tháng 12 năm 1944 | Wrexham          | A   | 1 – 2       | Morris                                       |                   |

| #  | Câu lạc bộ        | Tr | T | H | B | Bt | Bb | Hs | Điểm |
| -- | ----------------- | -- | - | - | - | -- | -- | -- | ---- |
| 29 | Blackburn Rovers  | 18 | 7 | 4 | 7 | 30 | 29 | 18 |      |
| 30 | Manchester United | 18 | 8 | 2 | 8 | 40 | 40 | 18 |      |
| 31 | Preston North End | 18 | 7 | 4 | 7 | 26 | 28 | 18 |      |

## War League North Regional League Second Championship
| Thời gian                 | Vòng đấu          | Đối thủ | H/A   | Tỷ số Bt-Bb                                  | Cầu thủ ghi bàn | Số lượng khán giả |
| ------------------------- | ----------------- | ------- | ----- | -------------------------------------------- | --------------- | ----------------- |
| ngày 26 tháng 12 năm 1944 | Sheffield United  | A       | 4 – 3 | Morris (2), Bainbridge, Chadwick             |                 |                   |
| 30 tháng 12 năm 1944      | Oldham Athletic   | A       | 4 – 3 | Mycock (2), Chadwick, Smith                  |                 |                   |
| 6 tháng 1 năm 1945        | Huddersfield Town | H       | 1 – 0 | Smith                                        |                 |                   |
| 13 tháng 1 năm 1945       | Huddersfield Town | A       | 2 – 2 | Cockburn, Smith                              |                 |                   |
| 3 tháng 2 năm 1945        | Manchester City   | H       | 1 – 3 | Mitten                                       |                 |                   |
| 10 tháng 2 năm 1945       | Manchester City   | A       | 0 – 2 |                                              |                 |                   |
| 17 tháng 2 năm 1945       | Bury              | H       | 2 – 0 | Mitten, Whalley                              |                 |                   |
| 24 tháng 2 năm 1945       | Bury              | A       | 1 – 3 | Bainbridge                                   |                 |                   |
| 3 tháng 3 năm 1945        | Oldham Athletic   | H       | 3 – 2 | Chadwick, Rowley, Whalley                    |                 |                   |
| 10 tháng 3 năm 1945       | Halifax Town      | A       | 0 – 1 |                                              |                 |                   |
| 17 tháng 3 năm 1945       | Halifax Town      | H       | 2 – 0 | Chadwick, Roach                              |                 |                   |
| 24 tháng 3 năm 1945       | Burnley           | A       | 3 – 2 | Rowley (2), Chadwick                         |                 |                   |
| 31 tháng 3 năm 1945       | Burnley           | H       | 4 – 0 | Smith (3), Bryant                            |                 |                   |
| 2 tháng 4 năm 1945        | Blackpool         | A       | 1 – 4 |                                              |                 |                   |
| 7 tháng 4 năm 1945        | Stoke City        | H       | 6 – 1 | Rowley (2), Wrigglesworth (2), Bryant, Smith |                 |                   |
| 14 tháng 4 năm 1945       | Stoke City        | A       | 4 – 1 | Bryant (2), McCulloch, own goal              |                 |                   |
| 21 tháng 4 năm 1945       | Doncaster Rovers  | A       | 2 – 1 | Bellis, Smith                                |                 |                   |
| 28 tháng 4 năm 1945       | Doncaster Rovers  | H       | 3 – 1 | Wrigglesworth (3)                            |                 |                   |
| 5 tháng 5 năm 1945        | Chesterfield      | H       | 1 – 1 | Bellis                                       |                 |                   |
| 12 tháng 5 năm 1945       | Chesterfield      | A       | 1 – 0 | McDowell                                     |                 |                   |
| 19 tháng 5 năm 1945       | Bolton Wanderers  | A       | 0 – 1 |                                              |                 |                   |
| 26 tháng 5 năm 1945       | Bolton Wanderers  | H       | 2 – 2 | Bryant, Wrigglesworth                        |                 |                   |

| #  | Câu lạc bộ              | Tr | T  | H | B | Bt | Bb | Hs | Điểm |
| -- | ----------------------- | -- | -- | - | - | -- | -- | -- | ---- |
| 8  | Wolverhampton Wanderers | 24 | 11 | 7 | 6 | 45 | 31 | 29 |      |
| 9  | Manchester United       | 22 | 13 | 3 | 6 | 47 | 33 | 29 |      |
| 10 | Darlington              | 24 | 13 | 3 | 8 | 61 | 45 | 29 |      |